# Шар-Планина (национальный парк, Сербия)
«Шар-Пла́нина» (серб. Национални парк Шар-планина, алб. Parku Kombëtar Malet e Sharrit) — национальный парк в автономном крае Косово и Метохия в Сербии. Основан в 1986. Парк занимает площадь 39 000 гектаров.
Горный хребет Шар-Планина в античной Греции назывался Ска́рдон (др.-греч. Σκάρδον), или Ска́рдос (др.-греч. Σκάρδος), что на латинский манер звучит как Ска́рдус (лат. Scardus). Принято считать, что современное название Шар-Планина происходит от греческого слова Ска́рдон.
На территории парка находятся следующие заповедники:
- смешанные лиственные леса и скалистое ущелье у горы Русеница, место обитания балканской рыси (лат. Lynx lynx balcanicus);
- Попово прасе (серб. Попово прасе) — несмешанные и смешанные леса, где произрастает боснийская сосна, или сосна Гельдрейха (лат. Pinus heldreichii);
- Ошляк (серб. Ошљак) — бор, где произрастает горная сосна, несмешанные еловые леса;
- Голем бор (серб. Голем бор) — сохранившийся до наших дней древний бор.

В национальном парке «Шар-Планина» обитает 147 видов бабочек, более 200 видов птиц (бородач, белоголовый сип, беркут, глухарь), что составляет 60 % орнитофауны Сербии. На просторах парка можно увидеть такие эндемичные и реликтовые виды мелких грызунов, как снежная полёвка, а также такие виды, как лесная куница, выдра, лесная кошка, рысь, медведь и серна.
С многочисленными ледниковыми озёрами и различными формами ледникового рельефа, горный хребет Шар-планина — настоящий музей ледникового рельефа под открытым небом.
Богатое культурное и историческое наследие представляют 34 средневековые церкви и монастыря, такие, как монастырь Св. Петра Коришского XIII века и монастырь Св. Архангела XV века недалеко от Призрена. Туристы могут воспользоваться лыжным центром в Брезовице и посетить расположенное поблизости от него живописное озеро Ливадици.